# Namo WebEditor
Namo WebEditor war ein HTML-Editor, der von der südkoreanischen Firma SJ Namo Inc. entwickelt wurde. Am 14. Februar 2011 wurde die letzte Version veröffentlicht. SJ Namo Inc. hat die Produktion des WebEditors eingestellt und widmet sich seither anderen Softwareprojekten zu. Die letzte deutsche Version (Namo WebEditor 9) wurde am 21. Dezember 2011 veröffentlicht und war ausschließlich als Download in den von Namo beauftragten Online-Shops erhältlich.
Das Programm gehörte zur Gruppe der WYSIWYG-Editoren und war nur für das Betriebssystem Microsoft Windows verfügbar.

## Geschichte
Die im Jahr 1997 erstmals erschienen Software war in anfangs in Deutschland noch völlig unbekannt, jedoch in Südkorea und Japan schnell ein Bestseller. In Deutschland erschien der Editor erst mit Version 3.0 im Jahr 1999 und konnte sich neben Microsoft FrontPage zu einem beliebten Webeditor für einfache bis mittlere Webprojekte in Deutschland etablieren. Den Höhepunkt in seiner Beliebtheit erreichte der Editor mit den Versionen 5/5.5 in den Jahren 2002/2003. Der Namo WebEditor hatte in seiner Zeit einen großen Funktionsumfang und war sowohl im privaten als auch im semiprofessionellen Bereichen beliebt. Mit einer sehr fehlerhaften Version 6.0, die im April 2004 auf dem Markt kam, begann der langsame Abstieg des Programmes, welcher dann in die vollständige Einstellung der Software nach Veröffentlichung der Version 9.0 mündete.

## Eigenschaften
Der Webeditor besitzt sowohl einen grafischen WYSIWYG-Editor als auch eine optionale HTML-Quelltextanzeige. Das Programm konnte HTML, DHTML und CSS verarbeiten. Der Anwender hatte stets eine reale Vorschau auf seine Web-Erstellungsseite und kann gleichzeitig Änderungen am HTML-Quelltext vornehmen. Neben dem eigentlichen Editor umfasste das Paket das vektorbasierte Grafikwerkzeug Webcanvas, den Community-Builder Webboard sowie Web-Utilities.